# Союз борьбы за права женщин Исландии
«Союз борьбы за права женщин Исландии» (исл. Kvenréttindafélag Íslands) — исландская феминистская организация. Является аффилированным членом Международного альянса женщин (IAW).

## История
«Союз борьбы за права женщин Исландии» основан в воскресенье, 27 января 1907 года женщинами, собравшимися в центре Рейкьявика, в доме активистки Бриет Бьяднхединсдоуттир (Bríet Bjarnhéðinsdóttir; 1856–1940). Цель организации согласно уставу — «работать над тем, чтобы исландские женщины получили полное политическое равенство с мужчинами, право голосовать, баллотироваться на выборах, а также право занимать должности и работать на тех же условиях, что и мужчины». На учредительном собрании присутствовало 15 женщин, среди которых была Гвюдрун Бьёднсдоуттир (Guðrún Björnsdóttir; 1853—1936), Бриет Бьяднхединсдоуттир была избрана председателем.
В 1907 году «Союз борьбы за права женщин Исландии» стал аффилированным членом Международного альянса женщин (IAW).
С 1907 года исландские женщины имеют активное и пассивное избирательное право — право избирать и быть избранными в советы общин. По результатам муниципальных выборов 1908 года Бриет Бьяднхединсдоуттир, Гвюдрун Бьёднсдоуттир, Катрин Магнуссон (Katrín Magnússon; 1858–1932) и Торунн Йоунассен (Þórunn Jónassen
; 1858–1932) избраны членами городского совета Рейкьявика.
В 1927 году председателем избрана Лёйвей Вальдимарсдоуттир (Laufey Valdimarsdóttir; 1890—1945), дочь Бриет Бьяднхединсдоуттир.
Действующий председатель — Татьяна Латинович (Tatjana Latinović), переводчик исландской литературы на хорватский и сербский языки. Родилась в хорватском городе Осиек. Живёт в Исландии с 1994 года. Первая иммигрантка на посту председателя «Союза борьбы за права женщин Исландии».